# Crypsiptya coclesalis
Crypsiptya coclesalis är en fjärilsart som beskrevs av Walker 1859. Crypsiptya coclesalis ingår i släktet Crypsiptya och familjen Crambidae. Inga underarter finns listade i Catalogue of Life.